# Sesa
Sesa község Spanyolországban, Huesca tartományban. Sesa Huerto, Grañén, Tramaced, Piracés, Novales, Blecua y Torres, Antillón és Salillas községekkel határos. Lakosainak száma 162 fő (2024).

## Népesség
A település népessége az utóbbi években az alábbiak szerint változott:
| Lakosok száma | 256  | 241  | 250  | 233  | 208  | 202  | 175  | 161  | 160  | 162  |
|               | 2001 | 2004 | 2007 | 2009 | 2012 | 2014 | 2017 | 2019 | 2022 | 2024 |